# أوغوستين خارا
أوغوستين خارا (بالإسبانية: Agustin Jara)‏ (1 يونيو 1992 في الأرجنتين - ) هو لاعب كرة قدم أرجنتيني في مركز الدفاع.

## وصلات خارجية
- أوغوستين خارا على موقع الدوري الأمريكي (الإنجليزية)
- أوغوستين خارا على موقع قاعدة بيانات كرة القدم.إي يو (الإنجليزية)
- أوغوستين خارا على موقع Soccerbase.com (لاعب) (الإنجليزية)
- أوغوستين خارا على موقع Soccerway.com (الإنجليزية)
- أوغوستين خارا على موقع عالم كرة القدم.نت (الإنجليزية)